# A nyomorultak (regény)
A nyomorultak (eredeti francia címen: Les Misérables) Victor Hugo francia író regénye, amely 1862-ben jelent meg, és a 19. század leghíresebb irodalmi alkotásai közé tartozik. Cselekménye Franciaországban játszódik, a napóleoni háborúkat követő nyugtalan évtizedekben. A mű alatt lejátszódó nevezetes történelmi események: a waterlooi csata, I. Lajos Fülöp francia király uralma, az 1832-es párizsi felkelés. A főhős Jean Valjean, a nehéz sorsú volt fegyenc, aki szabadulása után megpróbál jó útra térni, de ebben őszinte igyekezete ellenére is akadályozza a meg nem bocsátó társadalom. A regény körkép Franciaország 19. századi történelméről, politikai, társadalmi, kulturális helyzetéről, elmélkedés jóról, rosszról, erkölcsről, vallásról, törvényről, szerelemről és családi összetartozásról. Gazdag leírások találhatók benne Párizs építészetéről.

## A mű születése és hatása
Már az 1830-as években felmerült Hugóban egy regény ötlete, amely a társadalmi igazságtalanságokról és a szegénységről szólna, s miután belekezdett, 17 év telt el, mire elkészült. A szerző biztos volt a születendő könyv sikerében, ezért a legmagasabb ajánlat reményében több kiadónak is felajánlotta. Két belga kiadóház, a Lacroix és a Verboeckhoven akkor még szokatlan módon, valóságos „Nyomorultak-reklámkampányt” indított az újságokban, még a megjelenés előtt fél évvel. A közönség izgatottan várta a beharangozott időpontot és a regény első felének (Fantine) több városban egyszerre megjelenő első kiadását órák alatt elkapkodták. A mű anyagi siker volt kiadóinak, nagy társadalmi visszhangot keltett, kérdéseiről pedig még a Francia Népgyűlésben is vitatkoztak.
A nyomorultak a 20. századra is megmaradt népszerű és sokak által olvasott regénynek, számos adaptáció, film, színdarab és musical is készült belőle. A filmes feldolgozásokban volt már Jean Valjean Jean Gabin, Liam Neeson, Hugh Jackman, Gérard Depardieu és Jean-Paul Belmondo is.

## Cselekmény
Jean Valjeant szülei halála után nővére, Jeanne neveli, akinek hét gyermeke van. Miután nővére megözvegyül a huszonöt éves Jean Valjean támogatja nővérét és nővére gyermekeit. Egy télen, mikor a gyermekek éheznek kenyeret lop; elfogják. Jean Valjeant "éjjel, lakott házban elkövetett betöréses lopás" címén öt év gályarabságra ítélik. 1796-ban kezdi meg letölteni büntetését, de négy szökési kísérlete miatt csak 1815 októberében, 19 év raboskodás után szabadul.
Szabadulása után éhesen vándorol az országban, de sehol sem kap munkát, mert a törvény kötelezi rá, hogy kérdésre felfedje fegyenc múltját. Úgy tűnik, nincs számára más út, csak a már valaha megkezdett bűnözői élet. Digne városának püspöke, Myriel, akit tiszteletből Bienvenu úrnak hívnak, megvendégeli őt egy éjszakára. Jean Valjean még az éjjel ellopja a püspök ezüst evőeszközeit és eltűnik, de a hatóságok elfogják és visszahurcolják a püspökhöz. Bienvenu úr azonban azt hazudja, hogy önként adta Jean Valjeannak az evőeszközöket, ráadásként két ezüst gyertyatartóját is a volt fegyencnek ajándékozza, így megmentve őt a visszaesőknek járó gályarabságtól. Ezután Jean Valjean egy kisfiútól - Kicsi Gervais-től - ellopja a kétfrankos pénzérméjét. Tettén megbotránkozik. Visszaemlékezve a püspök jóságára Jean Valjean megtér, elhatározza hogy életét a jócselekedeteknek szenteli.
Hat év múlva gazdag iparosként látjuk viszont Montreuil-sur-Merben, aki városa felvirágoztatásáért és támogatásáért nagy tiszteletnek örvend. Úgy ismerik, mint a rejtélyes Madeleine urat, senki sem tudja igazi nevét, s ezzel szembeszegült a feltételes szabadság tilalmának – de igazi személyazonosságát a gályarabság kockázata mellett is titkolja. Szerencsétlenségére Javert helyi rendőrfelügyelő elfog egy szegény embert, akit tévesen Jean Valjeanként azonosít és bíróság elé állít. Az igazi Jean Valjean, hogy megmentse a tévesen azonosított foglyot a súlyosabb ítélettől, felfedi kilétét, így maga kényszerül gályára menni. Nagyjából ugyanebben az időben találkozik Fantine-nal, a szerencsétlen múltú munkásnővel, aki hogy megélhetését biztosítsa, prostituált lett és Cosette nevű kislányát a kétszínű és kapzsi kocsmáros házaspár - Thénardier-ék - gondjára bízta abban a reményben, hogy rendszeresen küldött pénzéből azok majd jól tartják amíg ő maga nem képes rá. Ezután megbetegszik, de halála előtt még találkozik Jean Valjeannal, aki megígéri neki, hogy megkeresi lányát és gondot visel rá. Jean Valjeant gályára viszik, de ez nem akadályozza meg abban, hogy állja Fantine-nak adott szavát. Megszökik és kifizeti a zsaroló Thénardier-ékat, Cosette-tel Párizsba menekül Javert elől, ahol Fauchelevent álnéven egy apácazárdában rejtőzik el. A zárdában mint kertész dolgozik, hogy közel lehessen Cosette-hez.
Tíz évvel később, 1832-ben együtt elhagyják a zárdát, és egyenesen a június 5-én kezdődő királyellenes felkelés utcai eseményeibe csöppennek. A Lamarque tábornok halálán feldühödött csapat egy Enjolras nevű ifjú vezetésével harcba bocsátkozik a katonasággal, s a csapathoz csatlakozik Gavroche - Thénardierék utcán csavargó fia - is. Marius Pontmercy - az egyik forradalmár, akit politikai nézetei miatt kitagadtak családjából - szerelmes lesz a csodaszép lánnyá cseperedett Cosette-be. Eközben a szintén Párizsban tartózkodó tolvaj Thénardier család Jean Valjean nyomára bukkan, de Éponine - az egyik Thénardier lány - Marius iránti szerelemből megakadályozza, hogy betörjenek Jean Valjean házába, így megmenti mindhármukat.
Röviddel ezután kitörnek a súlyos harcok. A felkelők között titkosrendőrként kémkedő Javert kiléte kiderül, a rendőr fogságba esik, de kivégzését a végső pillanatra halasztják. Éponine álruhában, férfinak öltözve vesz részt a harcban. A kezével befogja egy katona puskacsövét, aki Mariust veszi célba. A puska elsül, a golyó átütve a lány kezét a hátán jön ki, de Marius megmenekül. Éponine felfedi kilétét Marius előtt, boldogan hal meg szerelme karjai közt. A felkelőkhöz csatlakozik Jean Valjean is, hogy megóvja Mariust a harcokban. Jean Valjean a felkelők bizalmát hősiességével és okosságával kiérdemelve titokban szabadon engedi Javert, a rendőr őszinte megdöbbenésére. Mielőtt a felkelők harca elveszne Jean Valjean talál egy csatornanyílást, amin keresztül észrevétlenül elmenekül Marius-szal együtt, aki súlyosan megsebesült a barikádot védve. Az eszméletlen fiút a hátán viszi a föld alatti csatornában. A csatorna kijáratnál Javert várja, aki ugyan nem ismeri fel, de Jean Valjean önként felfedi kilétét neki. Javert szeretné kötelességének megfelelően a volt fegyencet azonnal a rendőrségre vinni, de meghasonlik önmagával. Jean Valjeannak megengedi hogy hazavigye a még mindig eszméletlen Mariust és értesítse Cosette-et Marius hollétéről. Javert Jean Valjean lakhelye előtt várja, hogy a volt fegyenc értesítse Cosette-et és visszatérjen. Közben saját hivatástudata és felébredt tisztelete, csodálata Jean Valjean iránt rettentő dilemmába kényszeríti. Végül lelkiismeret-furdalása miatt meg sem várja a volt fegyencet. Eltávozik, majd öngyilkosságot követ el. Mariust visszafogadja családja, felgyógyul sebéből és összeházasodik Cosette-tel. Jean Valjean visszautasítja, hogy egy házban lakjon a fiatal párral, és felfedi fegyházviselt múltját Marius előtt. Marius elborzad, megígéri, hogy megtartja Jean Valjean titkát. Jean Valjean miután elrendezte nevelt lánya sorsát, végelgyengülésben meghal.

## Szereplők

### Főszereplők
- Jean Valjean (álnevei: Madeleine úr majd Fauchelevent úr): A családjáért lopni kényszerült favágó, aki rabsága letöltése után a jószívű püspök jóindulatából megtér és új név alatt meggazdagszik. Ezután mindenét pénzzé téve Párizsba menekül fogadott lányával, Cosette-tel. Valószínűleg Jean Valjean alakját a valós személy Eugène-François Vidocq ihlette, bár a 'Pléaide' sorozatban (Gallimard kiadó, Párizs) kiadott verzió szerint ez a személy Pierre Maurin volt.
- Javert: a törvényt mindig betű szerint betartó rendőrfelügyelő, aki megszállottan üldözi Jean Valjeant, majd megismerve őt ráébred, hogy kötelességei ütköznek az erkölcsi jó sugalmaival, s ezért életében először megsértve a törvényt elengedi Jean Valjeant, majd öngyilkos lesz.
- Fantine: a szerencsétlen sorsú nő, Cosette édesanyja, akit igazságtalanul kirúgnak „Madeleine úr” gyárából és prostituáltként, gyermekétől elszakadva hal meg.
- Éponine: a Thénardier házaspár lánya, szerelmes Mariusba és feláldozza magát érte.
- Cosette: Fantine lánya, akit Jean Valjean magához vesz és így megmenti a nyomortól. A regény végén hozzámegy Marius Pontmercyhez.
- Marius Pontmercy: nemesi családból származó diák, aki csatlakozik az 1832-es párizsi felkeléshez, később elveszi feleségül Cosette-et. Sokan gondolják, hogy Mariusban Hugo saját magát formázta meg fiatal korában. Erre utal, hogy mindkettejük édesapja Napóleon tisztje volt, és mindketten királypárti meggyőződésükből tértek át a liberális eszmékre.

### Mellékszereplők
- Baptistine kisasszony: Myriel püspök testvére.
- Enjolras: a felkelésben részt vevő diákok vezetője, a harcokban meghal.
- Fauchelevent úr: Jean Valjean megmenti az életét, amikor leemel róla egy ráesett kocsit. Később alkalma nyílik meghálálni, amikor elintézi, hogy Jean Valjean Cosette-tel együtt a rendházba kerüljön.
- Gavroche: csavargó kisfiú, a Thénardier család legidősebb fiúgyermeke, aki a felkelésben meghal. Alakja a romlatlan, tiszta és szabad párizsi csibész (gamin) szellemet testesíti meg.
- Gillenormand úr: Marius keményszívű, királypárti nagyapja. Kitagadja unokáját, amikor megtudja, hogy az isteníti a Napóleon oldalán harcolt édesapját. Később megbánja döntését és kibékülnek.
- Kicsi Gervais: egy vidéki kisfiú, akivel Jean Valjean „megtérése” után találkozik az úton. Gervais elejt egy pénzérmét, Jean Valjean pedig rálép, és nem hajlandó levenni a lábát róla. A kisfiú elszalad. Jean Valjean később megbánva amit tett, már hiába keresi őt.
- Madame Magloire: a püspökék szolgálója.
- Myriel püspök (Bienvenu úr): az egyházi személy, aki életét a nyomorultak megsegítésének szenteli és Jean Valjeant visszatéríti a jó útra.
- Georges Pontmercy ezredes: Marius édesapja, aki a waterlooi csatában megmenekült, de tévesen azt hitte, hogy Thénardier jóvoltából. Ez a tévedés vezet oda, hogy Marius kezdetben nagy hálát tanúsít a bűnöző iránt.
- Simplice nővér: ápolja Fantine-t a betegágyán.
- Thénardier-ék: egy kocsmát vezető család, akik Cosette-et édesanyja helyett kicsi korában nevelték.

## Stílus és szerkezet
A nyomorultak a korábban már kiformált és népszerű romantikus irányzat elvét követi, melynek legfőbb alakja az irodalomban maga Hugo volt. Az irányzat e kiteljesedett korszakában két másik irányzatra bomlott: a „művészet a művészetért" (L’art pour l’art) és a „társadalmi romantika" (romanticisme social) irányzatokra. A regény ez utóbbi szellemben íródott; egy olyan szellemben, mely vallotta, hogy a művészeknek felelősségük és kötelességeik vannak a társadalom felé, munkájuk jobbá kell, hogy tegye az emberek életét.
Maga a romantikus irányzat pedig Hugo szerint nem volt más, mint „liberalizmus az irodalomban”, a forradalmi eszmék és hevület megjelenése a művészetben.
A nyomorultak nem követi az Hugo koráig uralkodó klasszicista szabályokat. A hősök egy-egy emberi tulajdonság megtestesítői, kissé talán eltúlzottak, valamilyen értelemben ideálisak. A cselekményben feltárul az író társadalomszemlélete, humanizmusa és a jóléti különbségekkel szemben megfogalmazott állásfoglalása.
A regény igen hosszú, terjedelme nagyjából megegyezik a Háború és békéével. Az Európa Kiadó 1967-es kétkötetes magyar kiadása 1482 oldal. Az első francia kiadás részenként jelent meg. A részek: Fantine, Cosette, Marius, A Plumet utcai idill és a Saint-Denis utcai hősköltemény és Jean Valjean. Minden rész külön címmel ellátott (az 5 részben összesen 48 db) könyvre tagolódik és minden könyv számmal és címmel ellátott, többnyire néhány oldalas fejezetből áll. Ilyen fejezetekből összesen 347 darab van. A történet folyamát többször is megszakítják olyan kitérők, melyek nem tartoznak szorosan a cselekményhez, így akár önálló esszék is lehetnének, Ezek a kitérők többek közt az argóról (az alvilági nyelvről), a waterlooi csatáról, a börtönök embertelenségéről, Párizs forradalmi napjairól és építészetéről, a kolostorok történelmi fejlődést gátló negatív voltáról, vagy a jogos forradalom általános ismérveiről szólnak.

## Magyar kiadások és fordítások
- A nyomorultak, 1–5.; fordította: Huszár Imre, Reviczky Szevér; Ráth, Pest, 1862
- A nyomorultak, 1–4.; fordította: Salgó Ernő; Népszava, Budapest, 1909
- A nyomorultak, 1–2.; fordította: Révay József, Schmidt József; Dante, Budapest, 1925 (Halhatatlan könyvek)
- A nyomorultak, 1–4.; fordította: Éber László, Csillay Kálmán, bev. Schöpflin Aladár; Gutenberg, Budapest, 1930 (A Gutenberg Könyvkiadó Vállalat könyvei)
- A nyomorultak; fordította: Lányi Viktor, Révay József, Szekeres György, a jegyzeteket írta: Szekeres György; Magyar Helikon, Budapest, 1964, 1440 oldal (Helikon Klasszikusok)